# Sygnały MMXX
Sygnały MMXX (niem. Signale – Ein Weltraumabenteuer) – polsko-niemiecki film fantastycznonaukowy z 1970 roku w reżyserii Gottfrieda Kolditza na podst. powieści Łowcy asteroidów Carlosa Rascha.
W zamyśle film miał być odpowiedzią bloku socjalistycznego na Odyseję Kosmiczną Stanleya Kubricka.
Polska premiera odbyła się 20 maja 1971 roku wraz z krótkometrażową animacją Wspaniały marsz produkcji Studia Miniatur Filmowych.

## Opis fabuły
Połowa XXI wieku. Po odebraniu tajemniczych sygnałów badawczy statek kosmiczny Ikarios zostaje zniszczony. Na Ziemi zbiera się międzynarodowa ekspedycja, której celem jest podróż w miejsce katastrofy nieopodal Jupitera i wyjaśnienie jej przyczyn.

## Obsada
| Rola                                  | Aktor             | Polski dubbing      |
| ------------------------------------- | ----------------- | ------------------- |
| Terry                                 | Gojko Mitić       | Wojciech Zeidler    |
| Konrad                                | Alfred Müller     | Zdzisław Salaburski |
| Gaston                                | Helmut Schreibern | Grzegorz Wons       |
| Juana                                 | Irena Karel       | Irena Karel         |
| kierownik stacji kosmicznej Luna-Nord | Zbigniew Sawan    | Zbigniew Sawan      |
| Samira                                | Soheir Morshedy   | Teresa Olenderczyk  |
| komendant „Ikariosa”                  | Iurie Darie       | Brak danych         |
| sekretarka Rosi                       | Ewa Szykulska     | Ewa Szykulska       |
| Paweł                                 | Jewgienij Żarikow | Jerzy Rogowski      |
| komendant „Łajki” Weikko              | Piotr Pawłowski   | Piotr Pawłowski     |